# Aurora Venturini
Aurora Venturini (* 20. Dezember 1922 in La Plata; † 24. November 2015 in Buenos Aires) war eine argentinische Schriftstellerin, Dichterin, Essayistin und Übersetzerin.
Venturini studierte Philosophie und Pädagogik an der Universidad Nacional de La Plata und Psychologie an der Universität von Paris. Sie arbeitete als Assessorin am Institut für Psychologie und Rehabilitation von Minderjährigen, wo sie Eva Perón traf. Beide arbeiteten viel zusammen und wurden zu engen Freundinnen. Später wurde sie zusammen mit María Dhialma Tiberti Direktorin von Ediciones del Bosque.
Im Jahr 2023 wurde Venturinis von Johanna Schwering ins Deutsche übertragener Roman Die Cousinen (Originaltitel: Las primas) mit dem Preis der Leipziger Buchmesse ausgezeichnet.

## Werke
- Versos al recuerdo. 1942.
- El anticuario. 1948.
- Adiós desde la muerte. 1948.
- El solitario. 1951.
- Peregrino del aliento. 1953.
- Lamentación mayor. 1955.
- El ángel del espejo. 1959.
- Laúd. 1959.
- La trova. 1962.
- Panorama de afuera con gorriones. 1962.
- La pica de la Susona; leyenda andaluza. 1963.
- François Villon, raíx de iracunida; vida y pasión del juglar de Francia. 1963.
- Carta a Zoraida; relatos para las tías viejas. 1964.
- Pogrom del cabecita negra. 1969.
- Jovita la osa. 1974.
- La Plata mon amour. 1974.
- Antologia personal, 1940–1976. 1981.
- Zingarella. 1988.
- Las Marías de Los Toldos. 1991.
- Nosotros, los Caserta. 1992.
  - Wir, die Familie Caserta. Roman. Übersetzung: Johanna Schwering. dtv, München 2024, ISBN 978-3-423-28360-1.[3]

- Estos locos bajitos por los senderos de su educación. 1994.
- Poesía gauchipolítica federal. 1994.
- Hadas, brujas y señoritas. 1997.
- 45 poemas paleoperonistas. 1997.
- Evita, mester de amor. Mit Fermín Chávez. 1997.
- Me moriré en París, con aguacero. 1998.
- Lieder. 1999.
- Alma y Sebastián. 2001.
- Venid amada alma. 2001.
- Racconto. 2004.
- John W. Cooke. 2005.
- Bruna Maura-Maura Bruna. 2006.
- Las primas. 2008. 
  - Die Cousinen. Roman. Übersetzung: Johanna Schwering. Nachwort: Mariana Enríquez. dtv, München 2022, ISBN 978-3-423-29031-9.